# Ellipteroides (Ellipteroides) lateralis
Ellipteroides (Ellipteroides) lateralis is een tweevleugelige uit de familie steltmuggen (Limoniidae). De soort komt voor in het Palearctisch gebied.